# Forsthaus Wolfsgrube
Das Forsthaus Wolfsgrube befindet sich auf Gemarkung der Ortsgemeinde Elmstein und stellt zugleich einen Weiler dar. Neben den Wirtschaftsgebäuden besteht die Anlage noch aus einem Vorgarten. 

## Lage
Es liegt mitten im Pfälzerwald in unmittelbarer Nachbarschaft zum Weiler Schwabenbach. 

## Geschichte
Das klassizistische Gebäude wurde 1827–31 von Bauinspektor Johann Bernhard Spatz errichtet und war zunächst Dienst- und Wohnsitz eines Forstbeamten. Um 1920 wurde es noch einmal umgebaut. Es gilt als Kulturdenkmal. 

## Tourismus
Unmittelbar südlich führt ein mit einem gelb-roten Balken gekennzeichneter Weg vorbei, der von der Burg Lichtenberg bis nach Wachenheim verläuft.